# Safe (film 2012)
Safe è un film del 2012 diretto da Boaz Yakin.

## Trama
Luke Wright è un ex agente speciale della NYPD che per mantenere la famiglia partecipa a incontri di arti marziali miste di seconda categoria. Chiamato a prender parte a un combattimento truccato, Luke si rifiuta di rispettare gli ordini che gli vengono impartiti, scontrandosi con un potente boss della mafia russa che, per vendetta, gli uccide la moglie e lo costringe a una vita solitaria e in fuga, per evitare che i russi, come detto da loro, uccidano chiunque gli sia vicino. Luke inizia così a vivere senza fissa dimora nascondendosi fra i barboni delle strade newyorkesi. Nel frattempo però, una bambina cinese dotata di capacità intellettive particolari, Mei, viene ingannata e rapita dalla mafia cinese che vuole sfruttare le doti matematiche della bambina per gestire conti e operazioni senza destare sospetti e lasciare tracce alle famiglie nemiche, cosa che avverrebbe utilizzando i computer. Anche la mafia russa scopre le doti della ragazzina e fa di tutto per uccidere i cinesi e rapire Mei, che tuttavia riesce a scappare per poi venire salvata da Luke, a cui Mei involontariamente ha impedito di togliersi la vita. L'ex agente fa di tutto per proteggerla, arrivando a dare ad Alex Rosen, suo rivale, centinaia di migliaia di dollari purché gli riconsegni la ragazzina salva. Alla fine Luke ed Alex stanno per confrontarsi in un feroce e cruento scontro, ma Mei spara ad Alex bloccando il combattimento fra i due e consentendo a Luke di avere la meglio. Luke riesce quindi ad ucciderlo e può finalmente scappare con la bambina in un luogo sicuro dove nessuno potrà più trovarli.

## Produzione
Il film è stato prodotto dalle società IM Global e Lionsgate insieme a Lawrence Bender Productions, Trigger Street Productions, Automatik Entertainment e 87Eleven Action Design.
Il budget del film è stato di 33 milioni di dollari.

### Riprese
Il film è stato girato tra Filadelfia e New York.
Le riprese sono state realizzate tra ottobre e dicembre del 2010.

## Colonna sonora
1. Mind Bends – Dror Mohar (testo: Dror Mohar)
2. Dror Mohar – Peelout (testo: Dror Mohar)
3. Dror Mohar – Pure Oxygen (testo: Dror Mohar)
4. Dror Mohar – Flyover (testo: Dror Mohar)
5. Dror Mohar – Menace (testo: Dror Mohar)
6. Dror Mohar – Under the Belt (testo: Dror Mohar)
7. Cheng Yu – Purple Bamboo (testo: Cheng Yu)
8. Cheng Yu – Pipa 2 (testo: Cheng Yu)
9. Mongolia (testo: Valérie Barki)
10. Liquid Lounge (testo: Dust Devils)
11. Fable of the Flying Fairies (testo: Albert Fox)
12. Dummy Cop (testo: Mark Mothersbaugh)
13. Alexander Kogan – Clumzy Soul (testo: Yuli Kim)
14. Alexander Kogan – Two Guitars (testo: Ivan Vasyliev, Sasha Makarov, Appolon Grigoriev e Alexander Kogan)
15. Piano Sonata No. 14 in C Sharp Minor Moonlight - Adagio Sostenuto (testo: Ludwig van Beethoven)

## Distribuzione
Il film è uscito negli Stati Uniti il 27 aprile 2012 (con una prima assoluta a New York il 16 aprile), mentre in Italia è stato trasmesso in TV per la prima volta sulla rete Italia 1 giovedì 24 gennaio 2013.

## Curiosità
- Le scene a casa del sindaco sono state girate presso la tenuta di Bloomfield a Villanova, in Pennsylvania. Il 4 aprile 2012 (a meno di un mese dall'uscita del film) il garage andò in fiamme e l'incendio che ne seguì distrusse gran parte del terzo piano del complesso.
- La stazione della metropolitana di Dekalb Ave e la stazione di Canal St Martin del film sono nella realtà sempre la stessa stazione che è quella di Cortlandt St.
- Cameo per il produttore Lawrence Bender: è il barista che consegna una forchetta a Statham.